# 波科利艾區
17°59′49″S 70°13′17″W / 17.99694°S 70.22139°W
波科利艾區（西班牙語：Distrito de Pocollay），是秘魯的一個區，位於該國南部塔克納大區的塔克納省，始建於1959年1月15日，面積265.7平方公里，海拔高度670米，2005年人口15,503，人口密度每平方公里58人。